# Nisís Christianí
Nisís Christianí är en ö i Grekland.   Den ligger i prefekturen Kykladerna och regionen Sydegeiska öarna, i den sydöstra delen av landet, 230 km sydost om huvudstaden Aten. Arean är 1,4 kvadratkilometer. Den sträcker sig 1,8 kilometer i nord-sydlig riktning, och 1,5 kilometer i öst-västlig riktning.